# Wally Westmore
Wally Westmore, né le 13 février 1906 et mort le 3 juillet 1973, est un maquilleur de Hollywood.

## Filmographie partielle
- 1931 : Docteur Jekyll et M. Hyde de Rouben Mamoulian
- 1932 : L'Île du Dr Moreau (Island of Lost Souls) de Erle C. Kenton
- 1933 : Alice au pays des merveilles (Alice in Wonderland) de Norman Z. McLeod
- 1940 : Les Tuniques écarlates (North West Mounted Police)  de Cecil B. DeMille
- 1942 : Ma femme est une sorcière (I married a witch) de René Clair
- 1944 : La Route semée d'étoiles (Going My Way) de  Leo McCarey
- 1950 : Boulevard du crépuscule (Sunset Boulevard) de Billy Wilder
- 1951 : Si l'on mariait papa (He Comes the Groom) de Frank Capra
- 1954 : Fenêtre sur cour (Rear Window) d'Alfred Hitchcock
- 1955 : Mais qui a tué Harry ? (The Trouble With Harry) d'Alfred Hitchcock
- 1955 : La Main au collet (To catch a thief) d'Alfred Hitchcock
- 1956 : L'Homme qui en savait trop (The man who knew too much) d'Alfred Hitchcock
- 1956 : Les Dix commandements (The Ten Commandments) de Cecil B. DeMille
- 1958 : Sueurs froides (Vertigo) d'Alfred Hitchcock
- 1958 : La péniche du bonheur (Houseboat) de Melville Shavelson
- 1958 : Le Colosse de New York (The Colossus of New York) d'Eugène Lourié
- 1961 : La Vengeance aux deux visages (One-Eye Jacks) de Marlon Brando
- 1963 : La Taverne de l'Irlandais (Donovan's reef) de John Ford
- 1966 : El Dorado d'Howard Hawks